# یواس‌اس کارولینیان (آی‌دی-۱۴۴۵)
یواس‌اس کارولینیان (آی‌دی-۱۴۴۵) (به انگلیسی: USS Carolinian (ID-1445)) یک کشتی بود. این کشتی در سال ۱۹۰۶ ساخته شد.